# Protomiselia
Protomiselia là một chi bướm đêm thuộc họ Noctuidae.